# C15orf62
C15orf62 (англ. Chromosome 15 open reading frame 62) – білок, який кодується однойменним геном, розташованим у людей на 15-й хромосомі. Довжина поліпептидного ланцюга білка становить 175 амінокислот, а молекулярна маса — 19 679.
| 10         |  | 20         |  | 30         |  | 40         |  | 50         |
| ---------- |  | ---------- |  | ---------- |  | ---------- |  | ---------- |
| METWRKGSFR |  | NASFFKQLSL |  | GRPRRLRRQS |  | SVLSQASTAG |  | GDHEEYSNRE |
| VIRELQGRPD |  | GRRLPLWGDE |  | QPRATLLAPP |  | KPPRLYRESS |  | SCPNILEPPP |
| AYTAAYSATL |  | PSALSLSSAL |  | HQHSEKGLVD |  | TPCFQRTPTP |  | DLSDPFLSFK |
| VDLGISLLEE |  | VLQMLREQFP |  | SEPSF      |  |            |  |            |

A: Аланін

C: Цистеїн

D: Аспарагінова кислота

E: Глутамінова кислота

F: Фенілаланін

G: Гліцин

H: Гістидин

I: Ізолейцин

K: Лізин

L: Лейцин

M: Метіонін

N: Аспарагін

P: Пролін

Q: Глутамін

R: Аргінін

S: Серин

T: Треонін

V: Валін

W: Триптофан

Локалізований у мітохондрії.